# Cynanchum polyanthum
Cynanchum polyanthum är en oleanderväxtart som beskrevs av Karl Moritz Schumann. Cynanchum polyanthum ingår i släktet Cynanchum och familjen oleanderväxter. Inga underarter finns listade i Catalogue of Life.